# Bussy-la-Pesle (Côte-d'Or)
Pour les articles homonymes, voir Bussy-la-Pesle, Bussy et Pesle.
Bussy-la-Pesle est une commune française située dans le département de la Côte-d'Or, en région Bourgogne-Franche-Comté.

## Géographie
Le territoire de la commune, orienté par un vallon nord-sud, occupe 11.47 km2 situés entre 394 et 593 mètres d'altitude.

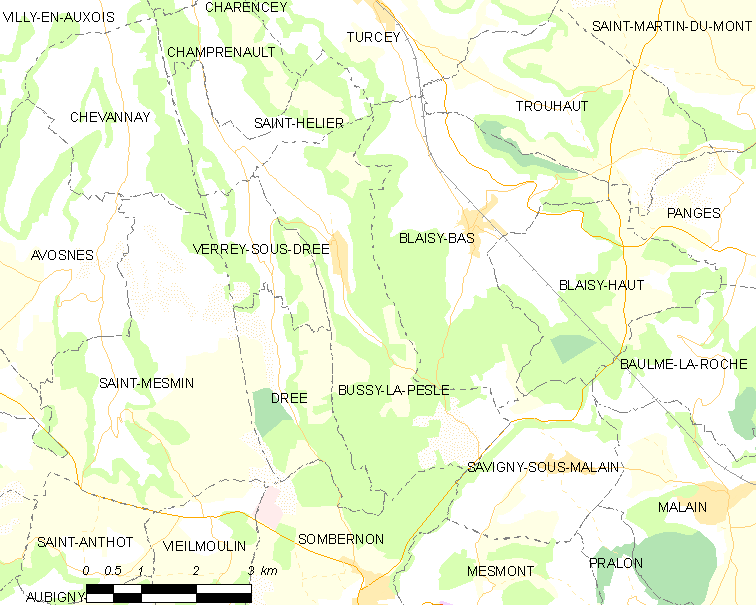
Bussy-la-Pesle
et communes limitrophes.

### Accès
Bussy-la-Pesle est traversée par la route départementale 114c qui relie la route départementale 7 à la 114 au niveau de Saint-Hélier.

### Hydrographie
La commune est traversée du sud au nord par le Drevin dont le confluent avec le ruisseau de Drée et celui de la Barre peu avant Saint-Helier donne naissance à la Drenne, affluent de l'Oze.

### Climat
Pour des articles plus généraux, voir Climat de la Bourgogne-Franche-Comté et Climat de la Côte-d'Or.
En 2010, le climat de la commune est de type climat des marges montargnardes, selon une étude du Centre national de la recherche scientifique s'appuyant sur une série de données couvrant la période 1971-2000. En 2020, Météo-France publie une typologie des climats de la France métropolitaine dans laquelle la commune est exposée à un climat océanique altéré et est dans une zone de transition entre les régions climatiques « Lorraine, plateau de Langres, Morvan » et « Bourgogne, vallée de la Saône ». 
Pour la période 1971-2000, la température annuelle moyenne est de 9,9 °C, avec une amplitude thermique annuelle de 17,1 °C. Le cumul annuel moyen de précipitations est de 994 mm, avec 13,2 jours de précipitations en janvier et 8,6 jours en juillet. Pour la période 1991-2020, la température moyenne annuelle observée sur la station météorologique de Météo-France la plus proche, « Saint-Martin-du-M », sur la commune de Saint-Martin-du-Mont à 10 km à vol d'oiseau, est de 9,9 °C et le cumul annuel moyen de précipitations est de 938,1 mm,. Pour l'avenir, les paramètres climatiques de la commune estimés pour 2050 selon différents scénarios d'émission de gaz à effet de serre sont consultables sur un site dédié publié par Météo-France en novembre 2022.

## Urbanisme

### Typologie
Au 1er janvier 2024, Bussy-la-Pesle est catégorisée commune rurale à habitat très dispersé, selon la nouvelle grille communale de densité à 7 niveaux définie par l'Insee en 2022.
Elle est située hors unité urbaine. Par ailleurs la commune fait partie de l'aire d'attraction de Dijon, dont elle est une commune de la couronne,. Cette aire, qui regroupe 333 communes, est catégorisée dans les aires de 200 000 à moins de 700 000 habitants,.

### Occupation des sols
L'occupation des sols de la commune, telle qu'elle ressort de la base de données européenne d’occupation biophysique des sols Corine Land Cover (CLC), est marquée par l'importance des forêts et milieux semi-naturels (53,2 % en 2018), une proportion sensiblement équivalente à celle de 1990 (52,6 %). La répartition détaillée en 2018 est la suivante : forêts (53,2 %), prairies (22,7 %), terres arables (12,9 %), zones agricoles hétérogènes (9 %), zones urbanisées (2,2 %). L'évolution de l’occupation des sols de la commune et de ses infrastructures peut être observée sur les différentes représentations cartographiques du territoire : la carte de Cassini (XVIIIe siècle), la carte d'état-major (1820-1866) et les cartes ou photos aériennes de l'IGN pour la période actuelle (1950 à aujourd'hui).

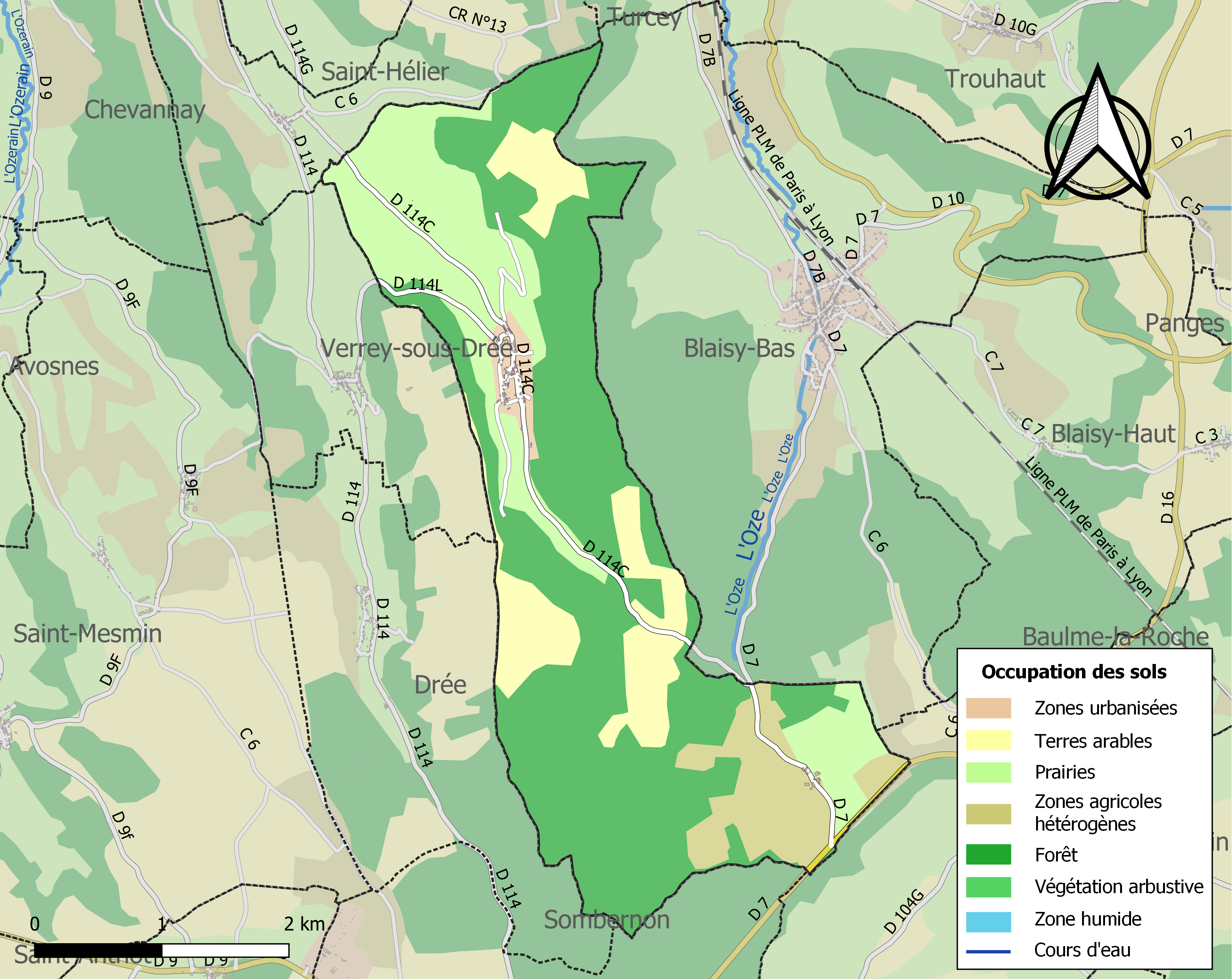
Carte des infrastructures et de l'occupation des sols de la commune en 2018 (CLC).

## Histoire
Le premier château de Bussy a été édifié par la famille des Sombernon à l'aube du XIIIe siècle. Cette famille y possède des bois et a noué des alliances avec les lignages de la région, comme la famille de Drée qui, à quelques kilomètres de là possède un château qui présente de grandes similitudes avec celui de Bussy. La guerre de Cent Ans marque le village et le château est pris à deux reprises. En janvier 1363, par Arnaud de Cervole, et en juin 1421 par des gens de guerre à la solde d’un imposteur qui se fait passer pour le maître des lieux.
Les villageois sont affranchis à la fin du XVIe siècle alors que le village est en ruine à cause des guerres de religion, des famines et des épisodes de peste et autres maladies qui sévissent encore dans toutes les campagnes bourguignonnes.
En 1767, Marie de la Toison, hérite du château et fait construire l’église actuelle du village. Elle passe la période révolutionnaire sans autres souci semble-t-il, que celui de faire ôter les armoiries ornant les bornes de délimitation de sa propriété à la demande de la municipalité de Bussy. Elle laisse le château à son cousin Antoine Tanneguy le Compasseur de Courtivron qui sera maire de Dijon puis de Bussy.

## Politique et administration
| Période                                  | Période    | Identité             | Étiquette | Qualité |
| ---------------------------------------- | ---------- | -------------------- | --------- | ------- |
| mars 2001                                | avril 2014 | Georges Balluet      |           |         |
| avril 2014                               | juin 2020  | Marie-Jeanne Balluet |           |         |
| juin 2020                                | en cours   | Jean-Marie Debas     |           |         |
| Les données manquantes sont à compléter. |            |                      |           |         |

## Démographie
L'évolution du nombre d'habitants est connue à travers les recensements de la population effectués dans la commune depuis 1793. Pour les communes de moins de 10 000 habitants, une enquête de recensement portant sur toute la population est réalisée tous les cinq ans, les populations de référence des années intermédiaires étant quant à elles estimées par interpolation ou extrapolation. Pour la commune, le premier recensement exhaustif entrant dans le cadre du nouveau dispositif a été réalisé en 2004.

En 2022, la commune comptait 75 habitants, en évolution de −1,32 % par rapport à 2016 (Côte-d'Or : +0,82 %, France hors Mayotte : +2,11 %).
| 1793 | 1800 | 1806 | 1821 | 1831 | 1836 | 1841 | 1846 | 1851 |
| ---- | ---- | ---- | ---- | ---- | ---- | ---- | ---- | ---- |
| 201  | 238  | 283  | 307  | 288  | 284  | 321  | 320  | 319  |

| 1856 | 1861 | 1866 | 1872 | 1876 | 1881 | 1886 | 1891 | 1896 |
| ---- | ---- | ---- | ---- | ---- | ---- | ---- | ---- | ---- |
| 307  | 296  | 265  | 233  | 236  | 181  | 187  | 175  | 147  |

| 1901 | 1906 | 1911 | 1921 | 1926 | 1931 | 1936 | 1946 | 1954 |
| ---- | ---- | ---- | ---- | ---- | ---- | ---- | ---- | ---- |
| 128  | 125  | 144  | 148  | 114  | 114  | 106  | 121  | 119  |

| 1962 | 1968 | 1975 | 1982 | 1990 | 1999 | 2004 | 2006 | 2009 |
| ---- | ---- | ---- | ---- | ---- | ---- | ---- | ---- | ---- |
| 100  | 94   | 61   | 78   | 59   | 49   | 51   | 51   | 64   |

| 2014 | 2019 | 2022 | - | - | - | - | - | - |
| ---- | ---- | ---- | - | - | - | - | - | - |
| 76   | 78   | 75   | - | - | - | - | - | - |

## Culture locale et patrimoine

### Lieux et monuments
- Église Notre-Dame et Saint-Blaise, construite à la fin du XVIIIe siècle.
- Le château de Bussy-la-Pesle est mentionné dès 1242 dans les archives, lorsque Eudes, Seigneur de Montagu et de Marigny le Cahouet, neveu du Duc de Bourgogne, abandonne ses prétentions sur le duché de Bourgogne en échange de Bussy. L'actuel château, privé, divisé en trois parties, du XIIe au XIXe siècle, est actuellement en restauration. C'est un gîte doté de 6 chambres.
- Le hameau de Savranges est situé à 4 km, au sud-est de la commune. Le hameau fit la une des journaux en 1956 alors qu'il  était à vendre dans son intégralité pour 8 millions de francs. Le hameau et les 180 ha de terre attenants furent achetés par une famille originaire des Vosges en vue d'exploiter la ferme. Les nouveaux acquéreurs se lancèrent, en famille, dans la restauration de la chapelle et du lavoir en ruine. La première phase de travaux entamée en 1970 par la réfection de la toiture, se termina en 1984 par l'intérieur de la chapelle. Un mariage et trois baptêmes furent célébrés dans la chapelle depuis sa restauration. La ferme d’élevage est à ce jour exploitée par un petit-fils de l’acquéreur initial.